# Ройський край
Ройський край (латис. Rojas novads) — адміністративно-територіальна одиниця Латвійської Республіки. Розташований у західній частині країни, в історичному регіоні Курляндія. Адміністративний центр — Роя. Створений 2009 року. Площа — 309,5 км². Населення — 4115 осіб (2016). 

## Населення
Національний склад краю за результатами перепису населення Латвії 2011 року.
| Національність | К-сть | % |
| -------------- | ----- | - |